# Памятник Августу Хлонду (Познань)
Памятник Августу Хлонду (пол. Pomnik Augusta Hlonda) — памятник, находящийся в Познани (Польша) на Тумском острове на улице Любранского непосредственно возле католической Семинарии для Заграничной Полонии. Памятник посвящён кардиналу, члену монашеского ордена салезианцев Августу Хлонду.

## История
Памятник был установлен в 1981 году по проекту скульптура Ежи Собочинского в 100-летнюю годовщину рождения кардинала Августа Хлонда. Месторасположение памятника возле католической семинарии связано с тем, что кардинал Август Хлонд основал 8 сентября 1932 года миссионерское Общество Христа для Заграничной Полонии.
Бронзовый памятник установлен на гранитном постаменте, на котором находится латунная надпись из Евангелия от Иоанна на латинском языке «Ut unum sint» (Да будут все едино) с автографом кардинала.

## Источник
- Praca zbiorowa, Poznań — przewodnik po zabytkach i historii, Wydawnictwo Miejskie, Poznań, 2003, s.54, ISBN 83-87847-92-5